# Wolna Grupa Bukowina

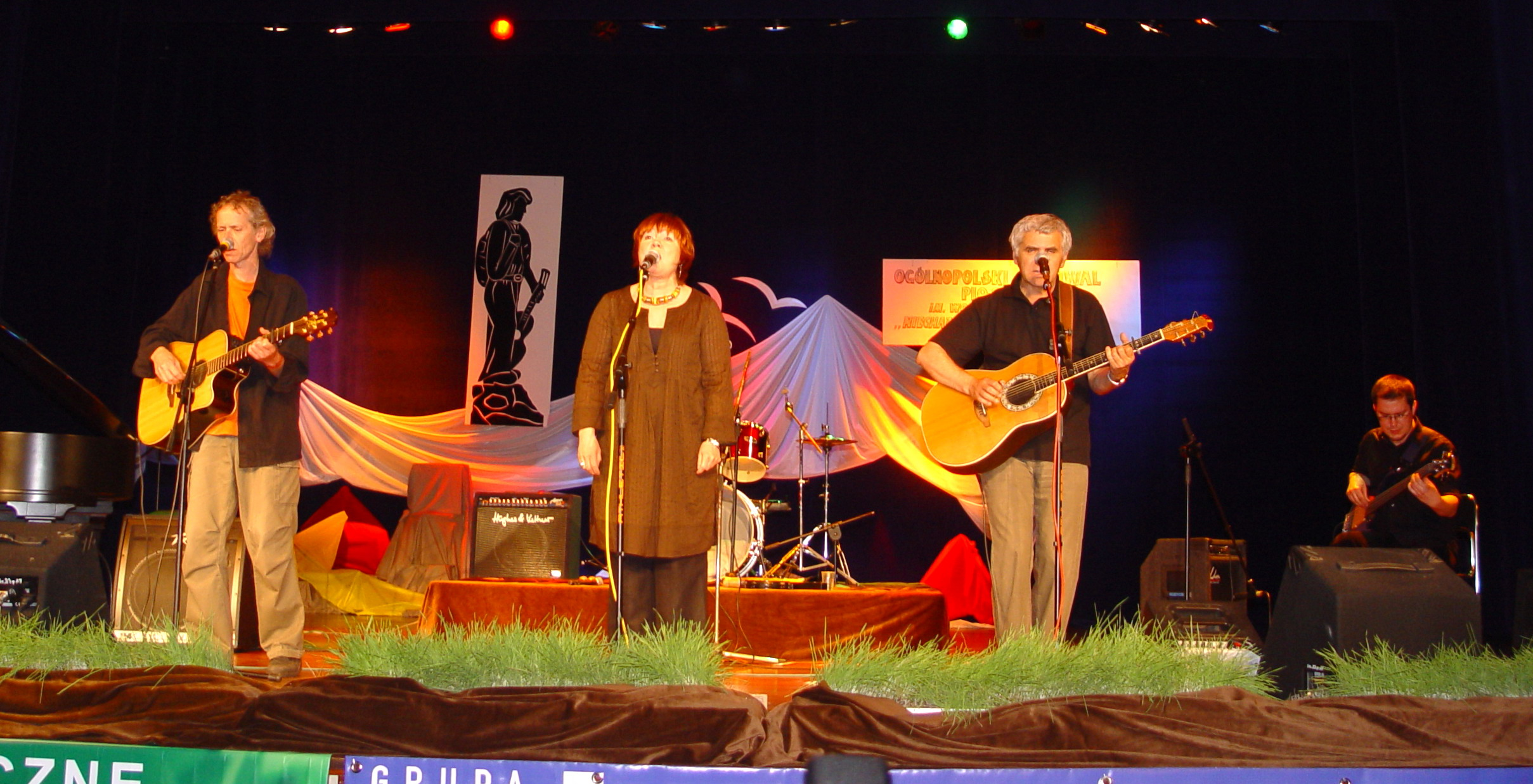
WGB, występ podczas 1. OFP im. Wojtka Belona w Busku-Zdroju, 31 maja 2008 r.

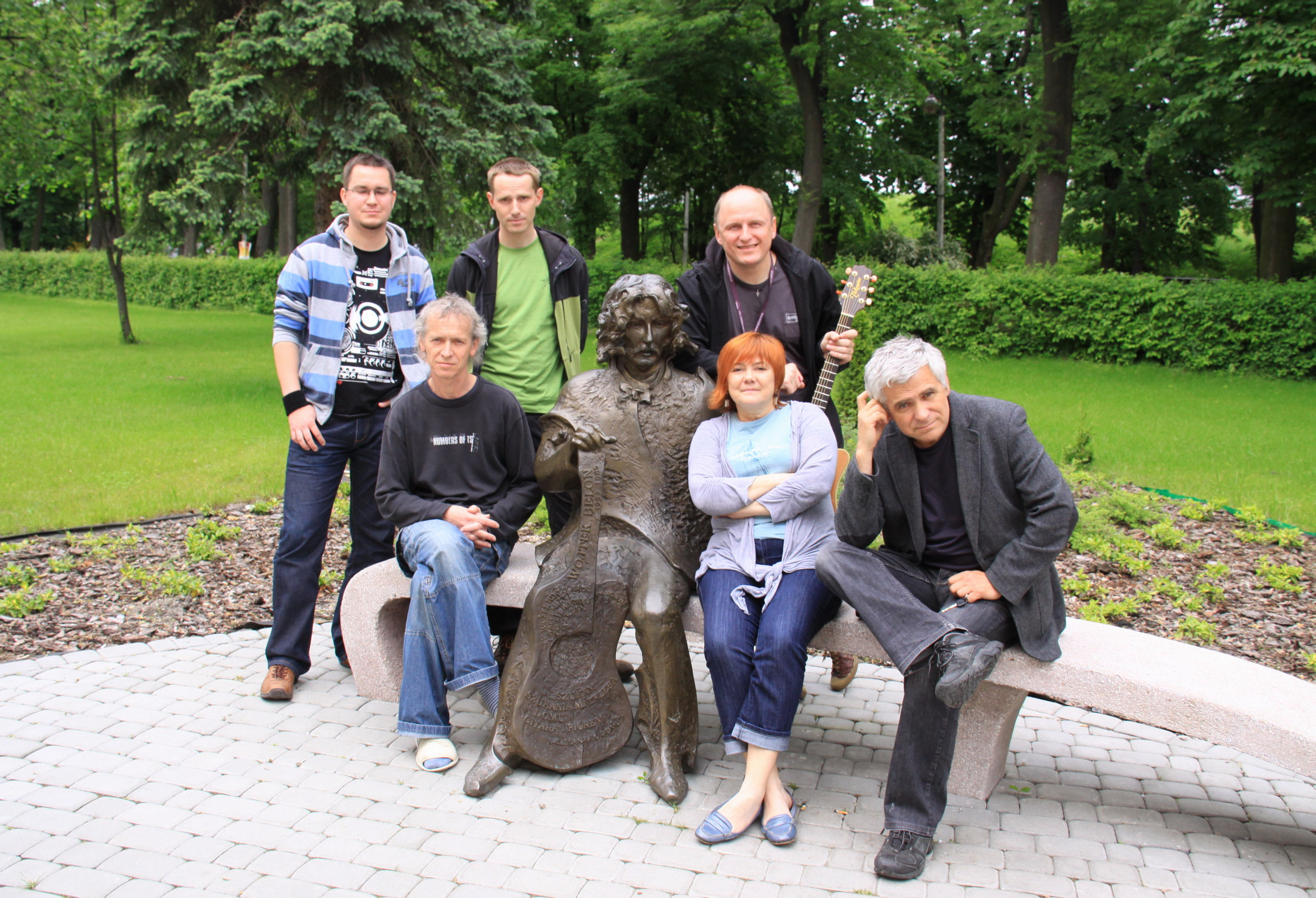
Artyści z Wolnej Grupy Bukowina na Ławeczce Wojtka Belona w Busku-Zdroju, 29 maja 2010

Wolna Grupa Bukowina – polski zespół muzyczny z nurtu folk rocka i poezji śpiewanej, założony przez Wojciecha Belona w 1970.

## Historia
Grupa powstała w 1970 roku w Busku-Zdroju. Założył ją Wojtek Belon, uczeń miejscowego Liceum Ogólnokształcacego, który do współpracy zaprosił szkolną koleżankę Grażynę Kulawik i kilku uczniów. W czasach buskich Odkrycie i opisanie Bukowiny było pierwszym programem przez niego napisanym. Od niego też wzięła swój początek Wolna Grupa Bukowina.
Była to grupa wędrowna, która szła Sudetami – od Kotliny Kłodzkiej po Świeradów i tak znalazła się w Szklarskiej Porębie. W jej skład wchodzili wówczas: Wojtek Belon (ówczesny maturzysta), Grażyna Kulawik, Małgorzata Belon, Ryszard Dygdoń, Andrzej Rędziński. Na przełomie lipca i sierpnia 1971 roku, bodajże jako duet G. Kulawik i W. Belon, zadebiutowała tam na deskach IV Ogólnopolskiej Turystycznej Giełdy Piosenki Studenckiej i piosenką Ponidzie wywalczyła jedną z głównych nagród.
Kilka miesięcy po tym wydarzeniu trzon zespołu stanowili: Wojciech Belon, Grażyna Kulawik i Wojciech Jarociński (od 1972), a kilka lat później także Wacław Juszczyszyn. 
Wkrótce rozpoczęli występowanie w klubach studenckich i na przeglądach piosenkarskich. Grupa brała udział w imprezach, jak np.: Festiwal Piosenki Turystycznej Bazuna w Gdańsku (1972, 1973), Yapa, Bakcynalia, Giełda Piosenki Turystycznej w Szklarskiej Porębie (1974), FAMA, czy Festiwal Piosenki i Piosenkarzy Studenckich w Krakowie (1974, 1975), gdzie zdobyła nagrodę specjalną jury oraz nagrodę Związku Autorów i Kompozytorów.
Wolna Grupa Bukowina miała w tym czasie formułę otwartą. W różnych okresach działalności z grupą związani byli muzycy i przyjaciele, m.in.: Elżbieta Adamiak, Maria Wiernikowska, Tadeusz Gos, Michał Lorenc, Jacek Łuczak, Adam Ziemianin, Stanisław Wawrykiewicz, Jan Hnatowicz, Andrzej Żurek, Bogusław Mietniowski, Jacek Wojnarowski, Waldemar Wiśniewski, Stanisław Szczyciński, Jacek Skubikowski, Florian Ciborowski, Marian Pawlik, Mieczysław Jurecki, Marek Patrzałek, Andrzej Pawlukiewicz oraz członkowie zespołu Dżamble: Ryszard Styła, Andrzej Pawlik, Ryszard Kwaśniewski, Stefan Sendecki i Benedykt Radecki albo Jerzy Dąbrowski. Przez dłuższy okres z zespołem współpracowali: gitarzysta R. Styła i basiści B. Mietniowski, a następnie A. Pawlik.
Zespół jeździł po Polsce z programem Wyjście z zimy, którego autorem był Belon. Należał wówczas do najpopularniejszych wykonawców w środowisku studenckim, a także poza nim. Kolejny program nosił tytuł Na strunach wiersza. W latach 70. Magda Umer przygotowała program telewizyjny poświęcony WGB. Nosił on tytuł Piosenki wiatrem pisane. Ballady formacji weszły na stałe do polskich śpiewników i od lat są śpiewane przy ogniskach, w schroniskach, czy na festiwalach turystycznych.

Dopiero wtedy zrozumiałem, że polski tekst ma jakieś znaczenie. Słuchałem tekstów Bellona i widziałem, że ludzie to chłoną. Do tej pory uważałem, że jeśli śpiewać, to tylko po angielsku, a wszystkie polskie wypociny to bzdety

Zespół występował na Targach Estradowych w Poznaniu (1975), Krajowym Festiwalu Piosenki Polskiej w Opolu (1980, 1981) oraz za granicą, m.in. w Taszkencie, Rydze, Kijowie, Belgradzie i Bratysławie. Po wprowadzeniu stanu wojennego w grudniu 1981 roku Wolna Grupa Bukowina oficjalnie zawiesiła działalność. 
Po unieważnieniu zakazu występowania, wiosną 1982 roku doszło do połączenia sił grupy w składzie bez G. Kulawik i W. Jarocińskiego z Wałami Jagiellońskimi i w ten sposób powstała eksperymentalna formacja działająca pod nazwą: Grupa Adres – Bukowina, ulica Wały Jagiellońskie 2. Okazało się jednak, że owa nazwa nie zdaje egzaminu i po około pół roku supergrupa przyjęła nazwę Wały Jagiellońskie. 
W latach 1982–1985 Wolna Grupa Bukowina samodzielnie i w starym składzie wystąpiła zaledwie kilka razy, m.in. w 1984 roku na Famie, a jej lider Wojciech Belon podobnie jak W. Juszczyszyn występował z Wałami Jagiellońskimi i jeździł z solowymi recitalami, zapraszając do współpracy poszczególnych członków grupy.
W 1985, po śmierci Belona, Wolna Grupa Bukowina zawiesiła swoją działalność. Dd czasu do czasu okazjonalnie występowała, np. podczas koncertu wspomnieniowego w ramach XXI SFP w Krakowie, który odbył się kilka dni po jego śmierci oraz z okazji promocji tomiku Belona (wyd. Teatr Kalambur) w 1986 roku w Warszawie. 
Reaktywacja zespołu nastąpiła w 1992 roku. Gitarzystą basowym grupy był wówczas Robert Szydło. 
W latach 1995–1996 grupa ponownie pojawiła się na festiwalu opolskim w koncertach pt. Kraina Łagodności.
W 2010 zespół został odznaczony Brązowym Medalem „Zasłużony Kulturze Gloria Artis”.

## Skład zespołu (2015)[5]
- Grażyna Kulawik – śpiew,
- Wojciech Jarociński – śpiew, gitara akustyczna,
- Wacław Juszczyszyn – śpiew, gitara akustyczna
- Marek Zarankiewicz – instrumenty perkusyjne
- Krzysztof Żesławski – gitara basowa

## Dyskografia
| Data wydania     | Tytuł albumu | uwagi |
| ---------------- | --- | --- |
| 1978             | Jan Wołek / Wolna Grupa Bukowina - Wydawca: Wifon - Format: MC                                                                                   | Split – Na jednej stronie kasety znalazły się piosenki Wolnej Grupy Bukowina, na drugiej – Jana Wołka.                                                                                                   |
| ?                | Bukowina - Wydawca: Tonpress - Format: EP (nr. kat. N-22)                                                                                        | Minialbum zespołu (Strona A: Bukowina / Rzeka; Strona B: Piosenka o zajączku / Sielanka o domu) |
| 1991             | Bukowina - Wydawca: Pomaton - Format: 2xMC | Archiwalne nagrania zespołu z lat 1973–1985. |
| 1994             | Niechaj zabrzmi: koncert „Przyjaciele, znajomi, uczniowie” (Wolna Grupa Bukowina i goście) - Wydawca: Pomaton - Format: CD (nr. kat. POM CD 058) | Zapis koncertu, który odbył się 1 lipca 1993 na dziedzińcu Zamku Kapituły Warmińskiej w Olsztynie, w ramach XX Ogólnopolskich Spotkań Zamkowych „Śpiewajmy Poezję”.                                      |
| 1995             | Sad - Wydawca: Pomaton EMI - Format: CD | |
| 1999             | Pieśń łagodnych - Wydawca: Pomaton EMI - Format: CD                                                                                              | Kompilacja przebojów zespołu. |
| październik 2001 | Słonecznik / Antologia - Wydawca: Dalmafon - Format: 2xCD                                                                                        | 26 czerwca 2006 roku część pt. Słonecznik została wydana jako osobny album |
| 11 czerwca 2017  | Zapis koncertu Wolnej Grupy Bukowina w Trójce | Wolna Grupa Bukowina zagrała dla słuchaczy Trójki wybrane piosenki, które powstały na przestrzeni 46 lat działalności scenicznej zespołu. Koncert został zarejestrowany i udostępniony na stronie radia. |